# Memoriał Alfreda Smoczyka 1953
III Memoriał Alfreda Smoczyka odbył się 13 września 1953. Zwyciężył Bolesław Bonin z bydgoskiego klubu.

## Wyniki
- 13 września 1953 r. (niedziela), Stadion im. Alfreda Smoczyka (Leszno)

| Msc. | Zawodnik                     | Klub                  | Pkt  |              |  |
| ---- | ---------------------------- | --------------------- | ---- | ------------ |  |
| 1    | (4) Bolesław Bonin           | Gwardia Bydgoszcz     | 10+3 | (3,2,2,3) +3 |  |
| 2    | (2) Tadeusz Fijałkowski      | Budowlani Warszawa    | 10+2 | (3,2,2,3) +2 |  |
| 3    | (7) Florian Kapała           | Kolejarz Rawicz       | 9    | (3,u,3,3)    |  |
| 4    | (3) Marian Kuśnierek         | Unia Leszno           | 8    | (3,3,2,u)    |  |
| 5    | (11) Józef Olejniczak        | Unia Leszno           | 8    | (3,2,3,d)    |  |
| 6    | (13) Janusz Suchecki         | Budowlani Warszawa    | 8    | (3,2,1,2)    |  |
| 7    | (1) Edward Kupczyński        | Spójnia Wrocław       | 6    | (1,2,1,2)    |  |
| 8    | (5) Zbigniew Raniszewski     | Gwardia Bydgoszcz     | 5    | (1,1,2,1)    |  |
| 9    | (8) Norbert Świtała          | CWKS Wrocław          | 4    | (0,u,1,3)    |  |
| 10   | (12) Waldemar Miechowski     | Włókniarz Częstochowa | 4    | (2,2,ns,0)   |  |
| 11   | (6) Paweł Dziura             | Górnik Rybnik         | 3    | (1,1,0,1)    |  |
| 12   | (10) Robert Nawrocki         | Stal Świętochłowice   | 2    | (0,0,1,1)    |  |
| 13   | (9) Włodzimierz Szwendrowski | Ogniwo Łódź           | ns   |              |  |